# Protoplectron peterseni
Protoplectron peterseni är en insektsart som beskrevs av Tim R. New 1985. Protoplectron peterseni ingår i släktet Protoplectron och familjen myrlejonsländor. Inga underarter finns listade i Catalogue of Life.